# باتريشيا بريدغز
باتريشيا بريدغز (بالإنجليزية: Patricia Bridges)‏ هي لاعبة غولف أسترالية، ولدت في 30 ديسمبر 1921 في Strathfield, New South Wales ‏ في أستراليا، وتوفيت في 5 أغسطس 2017 في سيدني في أستراليا.